# Alexander Melville Bell
Alexander Melville Bell (1 tháng 3 năm 1819 - 7 tháng 8 năm 1905) là một giáo viên và nhà nghiên cứu về ngữ âm học sinh lý và là tác giả của nhiều công trình về đọc và diễn thuyết.
Ông là cha của Alexander Graham Bell.

## Sách tham khảo
- Bruce, Robert V. Bell: Alexander Bell and the Conquest of Solitude. Ithaca, New York: Cornell University Press, 1990. ISBN 0-8014-9691-8.
- Chisholm, Hugh biên tập (1911). “Bell, Alexander Melville” . Encyclopædia Britannica (ấn bản thứ 11). Cambridge University Press. This in turn cites:
  - John Hitz, Alexander Melville Bell (Washington, 1906).
- Alexander Graham Bell, Encyclopædia Britannica, 2010. Truy cập ngày 24 tháng 5 năm 2010.
- Winzer, Margret A. The History Of Special Education: From Isolation To Integration, Gallaudet University Press, 1993, ISBN 1-56368-018-1, ISBN 978-1-56368-018-2.